# Endresz György

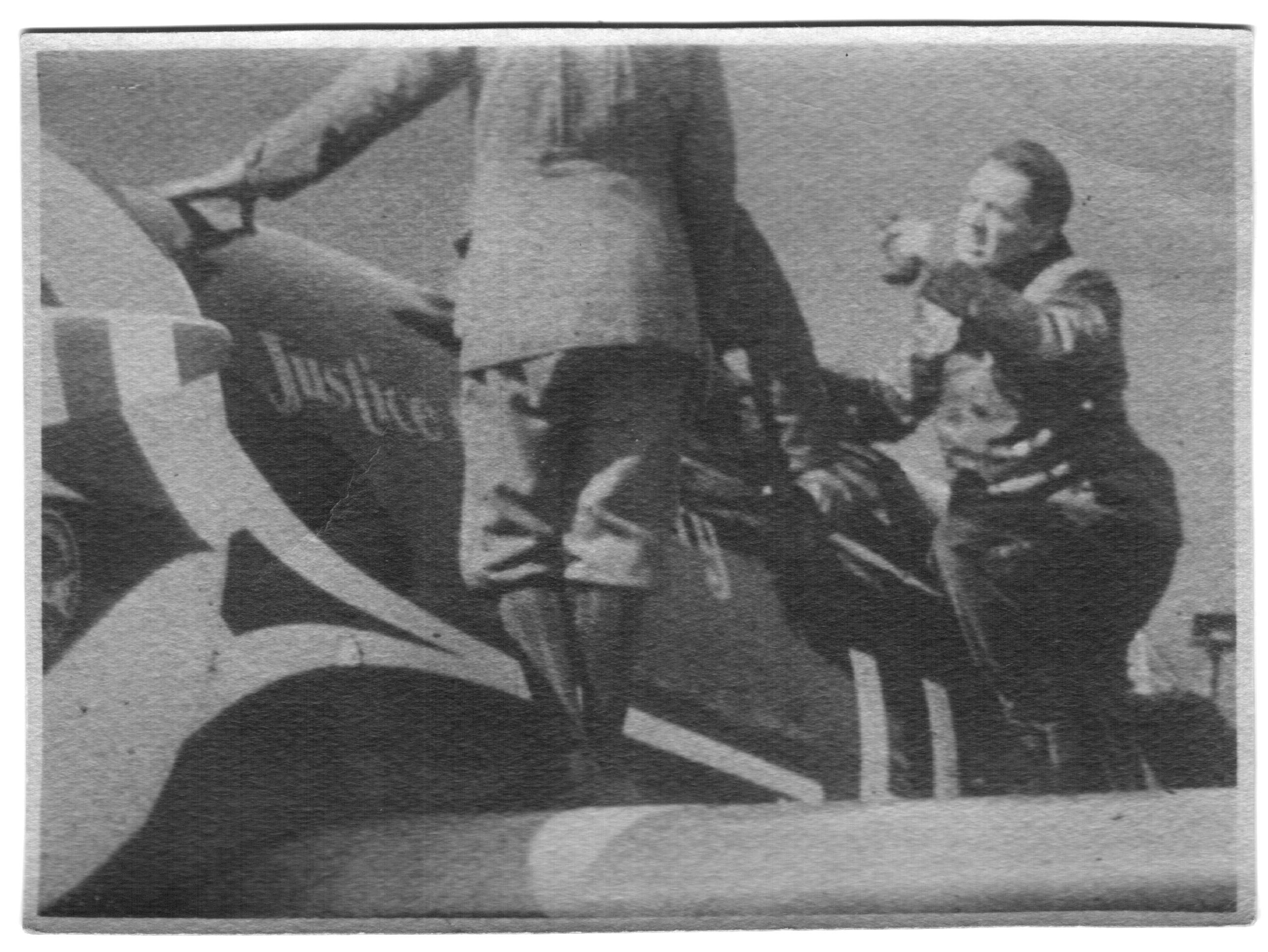
Endresz György a Justice for Hungary fedélzetén – 1931

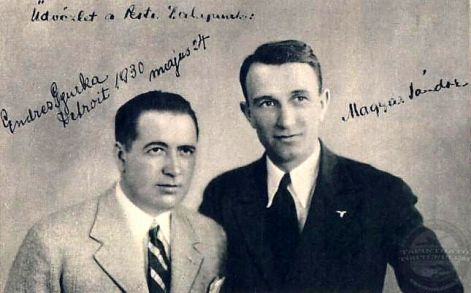
Endresz György pilóta és Magyar Sándor navigátor képeslapja Detroitból

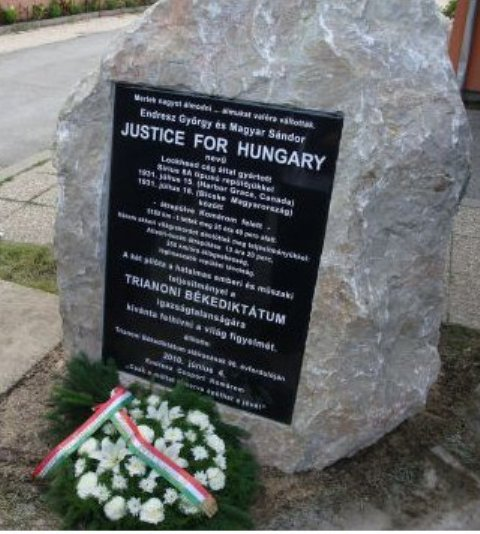
Endresz György és Magyar Sándor emlékműve

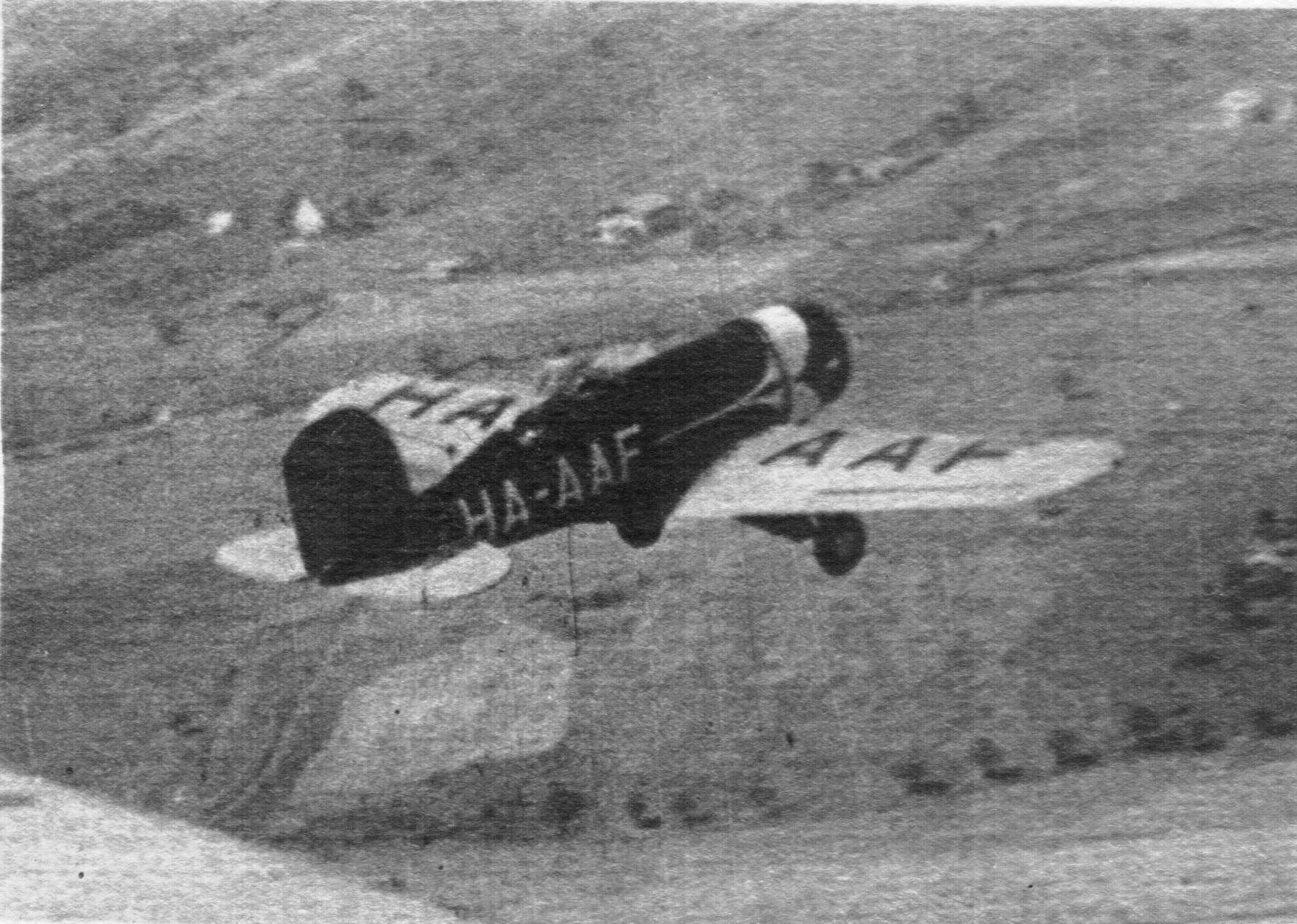
A „Justice for Hungary”

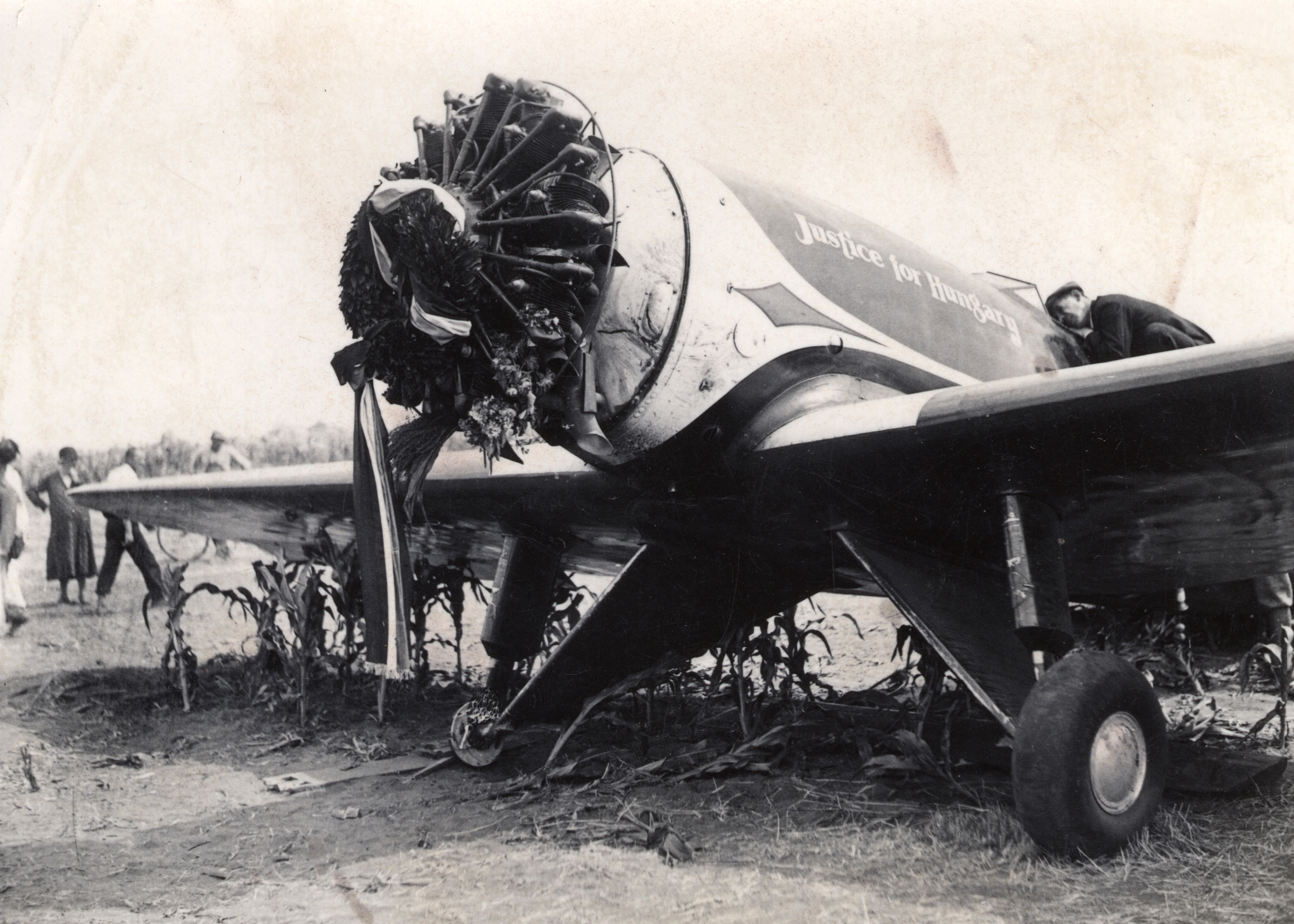
A "Justice for Hungary" repülőgép Bicskétől nem messze, Felcsút határában, egy kukoricatáblában a kényszerleszállás után.

Endresz György (Georg Endres) (Perjámos, 1893. január 6. – Róma, 1932. május 21.) pilóta, repülőoktató.

## Életrajza

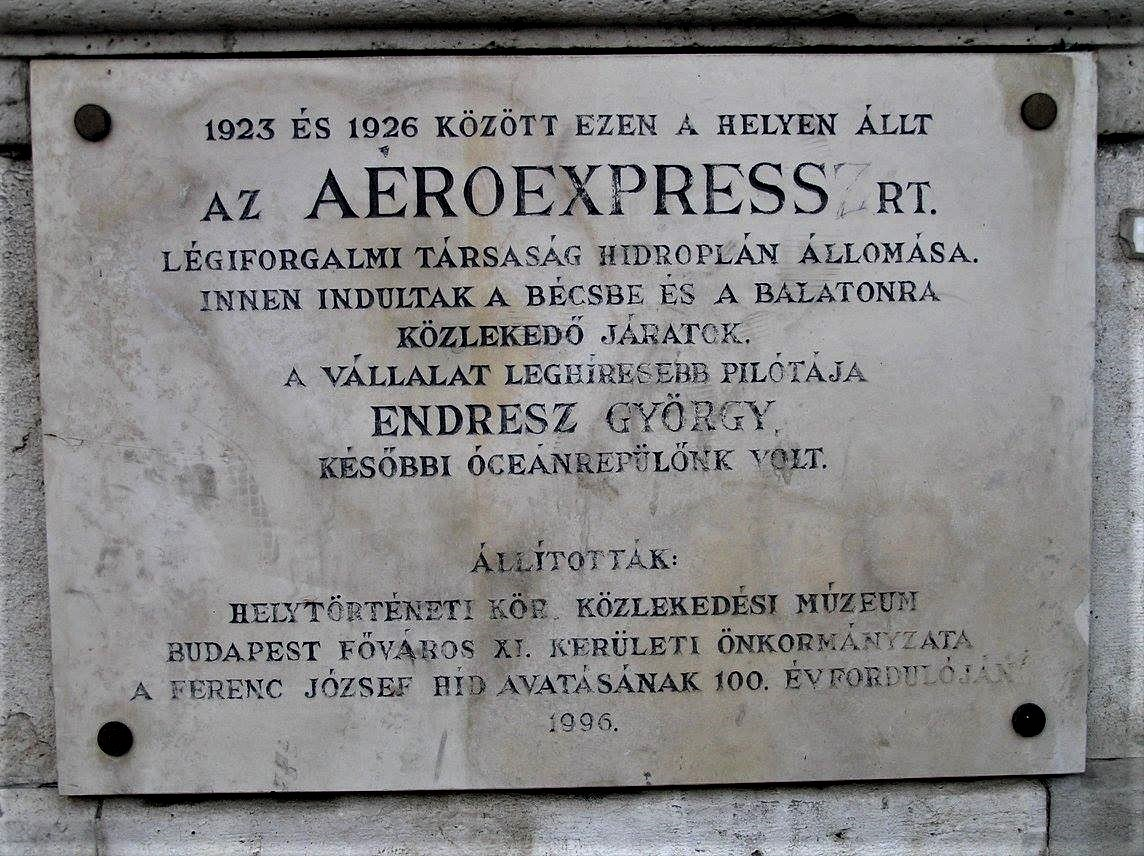
Emléktábla Budapest, 11. kerületben

Endresz György Perjámoson (ma Periam, Románia) született Endresz János és Martin Erzsébet napszámos szülők gyermekeként, római katolikus vallású sváb családban. Tizenhat évesen Szegedre került cseregyerekként, ekkor tanult meg magyarul.
1910 és 1913 között a temesvári cs. és kir. gyalogsági hadapródiskolában tanult. Szülei 1912-ben legfiatalabb testvérével emigráltak az Egyesült Államokba. A még kiskorú György gyámja apai nagybátyja, Endresz Ádám lett.
A hadapródiskola elvégzése után 1913. szeptember elsejével zászlóssá nevezték ki a cs. és kir. 19. gyalogezredhez.
Az első világháborúban mint a 64. repülőszázad pilótája vett részt, több kitüntetést kapott, mint hadipilótának négy elismert légigyőzelme volt.1915-ben Lemberg (Lvov) közelében harc közben hadifogságba került. Írásos visszaemlékezése szerint kétszer is megszökött az orosz fogságból. Szibériából saját kezűleg hamisított papírokkal, vonaton és gyalog jutott el Svédországig.
1919-ben, a Magyarországi Tanácsköztársaság idején a győri 4. számú vörös repülőszázad parancsnoka és toborzótisztje volt.
Később az Aero Express, majd a német Junkers-művek pilótája, utána az Aero Szövetség oktatótisztje volt.

### A „Justice for Hungary” repülése
A „Justice for Hungary” névre keresztelt, Lockheed Sirius típusú repülőgép 1931. július 15-én startolt az új-foundlandi Harbour Grace repülőteréről, Endresz György pilótával és Magyar (Wilczek) Sándor navigátorral a fedélzetén. A tökéletesen működő motor és a profi páros már a táv első felén rekordot döntött: 13 óra 50 perc alatt érték el az ír partokat, annak ellenére, hogy korszerű, földindukciós iránytűjük már az indulás után kevéssel felmondta a szolgálatot, és az óceán fölött sűrű köd akadályozta a tájékozódást.
Az út további szakaszában a navigálás – a rossz időjárás miatt – még nehezebbnek bizonyult. A kényszerű manőverezés és a viharzónák kerülgetése miatt meghiúsult a Mátyásföldre tervezett landolás, pedig ott már ezrek várták türelmetlenül a repülőgép feltűnését. Már magyar területen, Győr közelében az óceánrepülők észlelték, hogy az üzemanyag-ellátás akadozik, további hetven kilométer megtétele után benzinhiány miatt leállt a motor. Siklórepülésben közelítették meg a talajt, és 1931. július 16-án délután, Bicskétől nem messze, Felcsút határában, egy kukoricatáblában kényszerleszállást hajtottak végre. A Harbour Grace-től Felcsútig megtett 5770 km-es utat a két magyar óceánrepülő pontosan 25 óra 20 perc alatt teljesítette, gyorsabban, mint addig bárki, óránként csaknem 230 kilométeres átlagsebességgel. Továbbá a korábbi óceánrepülők közül senki sem hatolt ilyen mélységig az európai kontinens belsejébe, így három világrekord is megdőlt ezen a napon.
Endresz és Magyar a világon tizenötödikként repülték át az óceánt. A repüléshez egy korszerű, 470 LE-s Lockheed Model 8A Sirius típusú gépet alakítottak át. A repülés megvalósítását Rothermere lord 10 000 dollárral támogatta, ő lett a gép névadója is. A további pénzfedezetet az Amerikai Egyesült Államokban élő magyarok adományai szolgáltatták.
A két pilótát és Szalay Emil amerikai magyar virsliüzem-tulajdonost (aki nagylelkű adományával a pénzügyi problémákon segítette át őket) a Magyar Érdemkereszt III. osztályával tüntették ki, egy általában vidéki szolgabíráknak és rendőrtisztviselőknek járó érdemrenddel. A szokatlanul alacsony kitüntetést életrajzírói 1919-es szerep vállálásának szokták tulajdonítani.

### Római repülése és halála

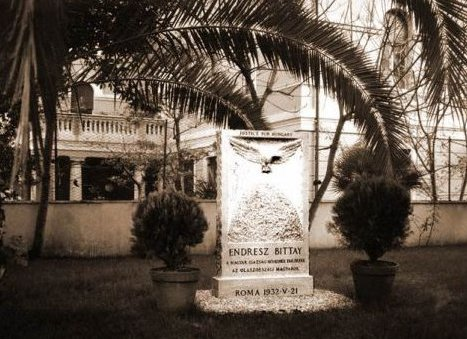
Endresz György és Bittai Gyula római emlékműve

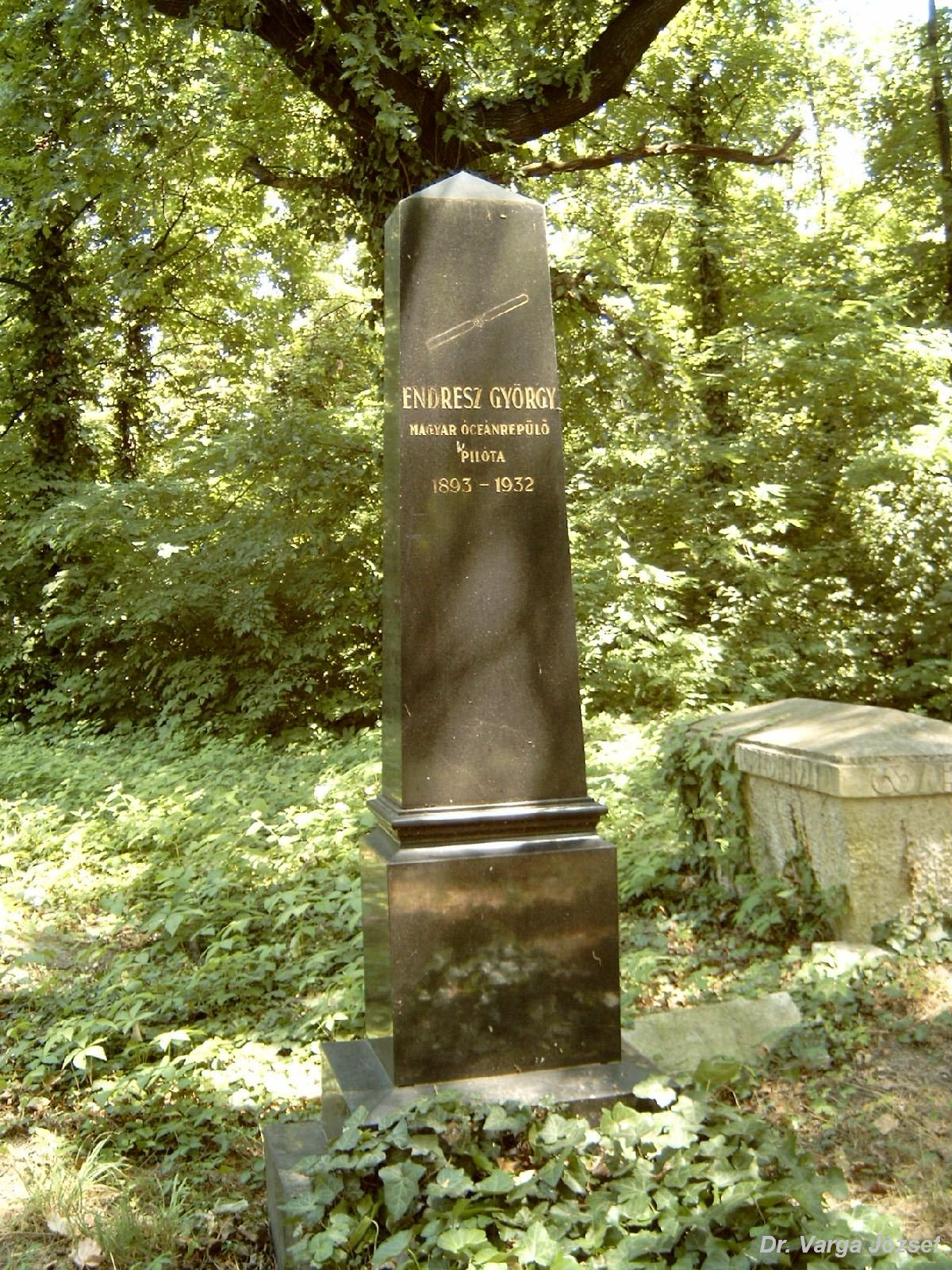
Sírja a Fiumei úti sírkertben (47-1-128)

1932-ben Endresz György a világ óceánrepülőinek találkozójára készült Bitai Gyula rádiótávírász navigátorral. Rómába azokat a repülősöket hívták meg, akik már átrepülték az Atlanti-óceánt. A magyarok május 21-én 15 órakor értek Róma Littorio repülőterére. A leszállás előtt a gép szárnya megbillent, a nehéz gép lezuhant, és eltűnt a nézők szeme elől. Mire autókkal odaszáguldottak, már késő volt. A gép lángba borult és elégett, csak a váza maradt meg. A pilóták szörnyethaltak.

## Emlékezete
Endresz Györgyről halála után Budapest belterületén teret és utcát neveztek el; az utca a XIX. kerületben ma is az ő nevét viseli, ám 1945 után a XII. kerületi tér Magyar jakobinusok tere lett. Nevét Bicske határában emlékoszlop, és egy sportrepülő egyesület őrzi. Bicskén, Miskolcon, Egerben, Fonyódligeten és Újbarkon is utca őrzi a nevét.
Debrecenben is alakult egy ,,ENDRESZ MSE" nevű sportrepülőklub az ötvenes években.
2005. április 22-én a felcsúti általános iskola felvette az Endresz György nevet.
2006. július 15-én a fent említett emlékkő közelében új, méltó emlékmű felavatására került sor, Pécsett pedig utcát neveztek el róla.

## Sportegyesülete
Endresz György Sportrepülő Egyesület (Budaörs)